# USS Billings
La USS Billings è una nave Classe Freedom, costruite da Marinette Marine, gruppo Fincantieri.È la prima nave ad essere chiamata Billings, Montana.

## Costruzione
Nel 2002, la Marina degli Stati Uniti ha avviato un programma per sviluppare la prima di una flotta di navi da combattimento costiere. La Marina inizialmente ordinò due navi monoscafo dalla Lockheed Martin, che divenne nota come le navi da combattimento litoranee di classe Freedom dopo la consegna della prima nave della classe: la USS Freedom. Le navi da combattimento costiere della US Navy con numero dispari sono costruite utilizzando il design del monoscafo di classe Freedom, mentre le navi con numero pari si basano su un design concorrente, la nave da combattimento litoranea di classe Independence con scafo trimarano di General Dynamics. L'ordine iniziale delle navi da combattimento costiere prevedeva un totale di quattro navi, di cui due della classe Freedom.
Marinette Marine si è aggiudicata l'appalto per la costruzione della nave il 4 marzo 2013. La costruzione è iniziata il 20 ottobre 2014 ed è stata varata il 1º luglio 2017. È trasferita alla base navale di Mayport, in Florida, e assegnata al Littoral Combat Ship Squadron Two.

## Impiego operativo
Nel giugno 2019, Billings ha visitato Cleveland nell'Ohio. La USS Billings ha subito danni dopo aver colpito la Rosaire Desgagnes, una nave da carico alla rinfusa a Montreal in Québec nel Canada. L'incidente è avvenuto il 24 giugno 2019. L'ala del ponte di tribordo della nave è stata danneggiata a causa della collisione. La USS Billings è stata ufficialmente assegnata a Key West in Florida, il 3 agosto 2019
Il 4 luglio 2021, un contingente del suo equipaggio ha visitato l'omonima città della nave per celebrare il Giorno dell'Indipendenza. Il 10 dello stesso mese, la nave insieme alla Marina della Repubblica Dominicana ha condotto un'esercitazione di passaggio (PASSEX). Il 24 agosto, la USS Billings e la USS Burlington sono stati inviati per sostenere e fornire soccorso ad Haiti dopo un violento terremoto di magnitudo 7,2 che ha colpito la nazione il 14 agosto.

## Galleria d'immagini

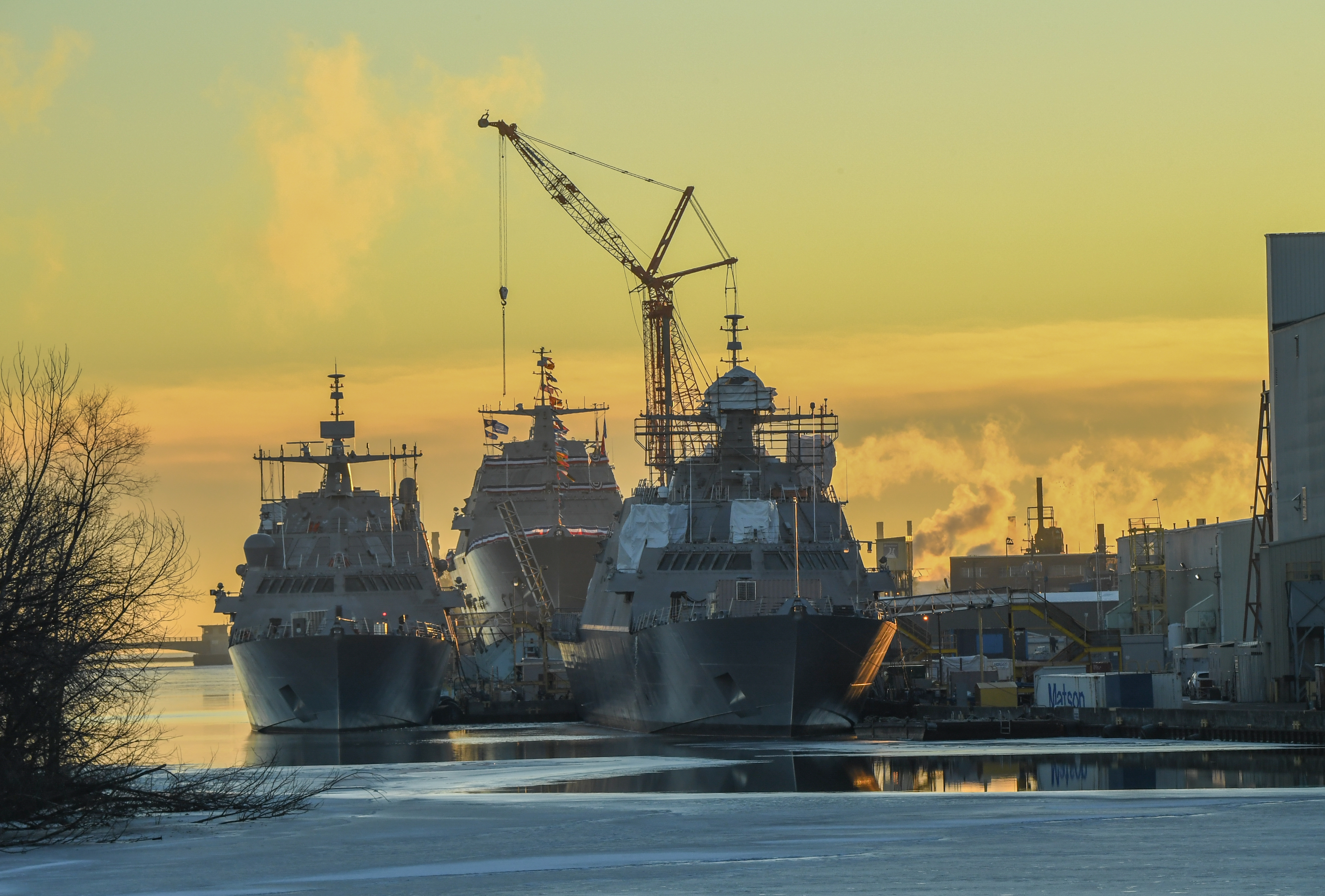
La USS Billings, la USS Indianapolis e la St. Louis presso il cantiere Marinette Marine il 15 dicembre 2018
- La USS Billings, durante il varo cerimoniale, è lanciata lateralmente nel Fiume Menominee a Marinette nel Wisconsin il 1º luglio 2017